# Административное деление Братска

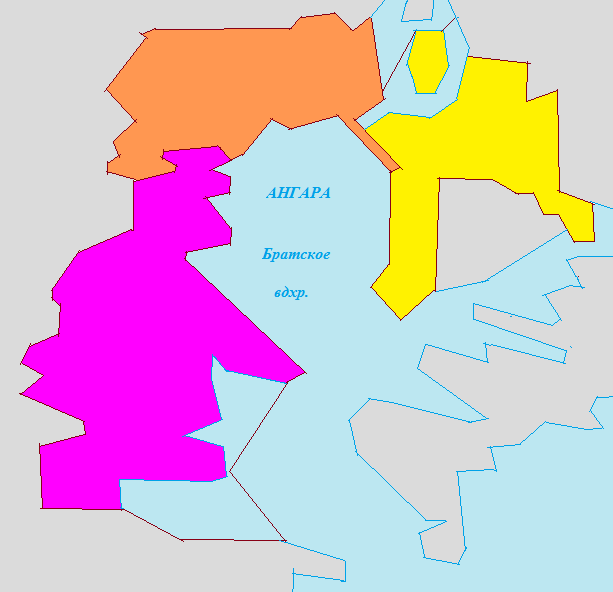
Административные районы Братска
Падунский
Правобережный
Центральный

Город Братск, находящийся в Иркутской области, разделён на 3 внутригородских района.
В рамках административно-территориального устройства области, Братск является городом, не входящим в Братский район, центром которого он одновременно является. В рамках муниципального устройства он образует отдельное от одноимённого муниципального района самостоятельное муниципальное образование города  Братска со статусом городского округа с единственным населённым пунктом в его составе.
Районы Братска не являются муниципальными образованиями.

## Районы
| № | Район         | Площадь, км² | Население, чел. (2021) | Код ОКАТО  |
| - | ------------- | ------------ | ---------------------- | ---------- |
| 1 | Падунский     | 84,36        | ↘51 138                | 25 414 365 |
| 2 | Правобережный | 87,59        | ↘34 980                | 25 414 366 |
| 3 | Центральный   | 262,10       | ↘137 953               | 25 414 370 |

Для административного управления соответствующими районами образованы комитеты по управлению территориальными (административными) районами.

## Микрорайоны
Районы Братска включают микрорайоны (жилые районы):
- в составе Центрального района: Центральный, Порожский, Сосновый, Стениха, Новая Стениха, Чекановский.
- в составе Падунского района: Падун, Энергетик, Южный Падун, Сосновый Бор, Бикей.
- в составе Правобережного района: Гидростроитель, Осиновка, Сухой.

## История
27 декабря 1973 года Указом Президиума Верховного.Совета РСФСР образован в городе Братске Падунский район, в состав которого вошли посёлки Падун, Энергетик, Гидростроитель, Осиновка и Братское море. 20 октября 1980 года Указом Президиума Верховного Совета РСФСР в городе Братске был выделен Центральный район.
В 1999 году в состав города включены рабочие посёлки Осиновка, Порожский, Чекановский, Бикей, Стениха, Сухой. Был образован Правобережный район.
В марте 2014 года законом Иркутской области в границы г. Братска была включена территория Новой Стенихи.
Для административного управления соответствующими районами действовали администрации соответствующих районов (затем - округов), преобразованных в апреле 2006 года в комитеты по управлению округами администрации города Братска В апреле 2017 года они были переименованы в комитеты по управлению районами.